# Боројевци
Боројевци (хрв. Borojevci) су насељено место у општини Левањска Варош, Осјечко-барањска жупанија, Хрватска.

## Историја
До територијалне реорганизације у Хрватској били су у саставу старе општине Ђаково.

## Становништво
У попису становништва из 2011. године, Боројевци нису имали становника.
| Број становника према пописима | Број становника према пописима | Број становника према пописима | Број становника према пописима | Број становника према пописима | Број становника према пописима | Број становника према пописима | Број становника према пописима | Број становника према пописима | Број становника према пописима | Број становника према пописима | Број становника према пописима | Број становника према пописима | Број становника према пописима | Број становника према пописима | Број становника према пописима |
| ------------------------------ | ------------------------------ | ------------------------------ | ------------------------------ | ------------------------------ | ------------------------------ | ------------------------------ | ------------------------------ | ------------------------------ | ------------------------------ | ------------------------------ | ------------------------------ | ------------------------------ | ------------------------------ | ------------------------------ | ------------------------------ |
| 1857                           | 1869                           | 1880                           | 1890                           | 1900                           | 1910                           | 1921                           | 1931                           | 1948                           | 1953                           | 1961                           | 1971                           | 1981                           | 1991                           | 2001                           | 2011                           |
| 74                             | 83                             | 81                             | 103                            | 95                             | 103                            | 97                             | 126                            | 92                             | 112                            | 81                             | 18                             | 0                              | 0                              | 0                              | 0                              |

Напомена: Од 1981. без становника.

### Попис1910.
| Боројевци                                                              | Боројевци                                                                           |
| ---------------------------------------------------------------------- | ----------------------------------------------------------------------------------- |
| језик                                                                  | вера                                                                                |
| укупно: 103 Хрватски 59 (57,28%) Српски 39 (37,86%) Мађарски 5 (4,85%) | укупно: 103 Римокатолици 63 (61,16%) Православци 39 (37,86%) Гркокатолици 1 (0,97%) |